# Die Griechischen Christlichen Schriftsteller
Die Griechischen Christlichen Schriftsteller (GCS) ist eine von Adolf Harnack und Theodor Mommsen im Jahre 1891 gegründete Publikationsreihe, welche die griechischen Schriften des frühen Christentums in textkritischen Editionen unter vollständiger Erfassung der handschriftlichen Überlieferung versammeln soll.
Das Corpus war zunächst auf die Griechischen Christlichen Schriftsteller der ersten drei Jahrhunderte beschränkt, doch wurde diese zeitliche Eingrenzung im Titel nach 1945 fallengelassen. An die Seite dieses Corpus stellte Harnack die bereits 1882 begründete Reihe der Texte und Untersuchungen zur Geschichte der altchristlichen Literatur (TU). Später wurde auch die Beschränkung auf griechische Texte fallen gelassen, sodass alle Sprachen des christlichen Orients berücksichtigt werden. Zu den bekanntesten Bänden gehören die Ausgaben mit den Texten aus Nag Hammadi.
Die Griechischen Christlichen Schriftsteller als Forschungsprojekt wurde beendet; seit 2011 wird das Thema an der Berlin-Brandenburgischen Akademie der Wissenschaften im Nachfolgeprojekt Die alexandrinische und antiochenische Bibelexegese in der Spätantike fortgeführt. Leiterin der Arbeitsstelle des neuen Projektes ist Annette von Stockhausen, Projektleiter ist Christoph Markschies. Das neue Projekt wird – wie auch die GCS zuvor – im überregionalen Akademienprogramm gefördert, das von Bund und Ländern finanziert wird.

## Liste der Bände

### Adamantius
- (4) Der Dialog des Adamantius (W. H. van de Sande Bakhuyzen, 1901; ISBN 978-3-11-029744-7)

### Die Apokalypsen des Esra und des Baruch
- (Band 1) (18) Die Esra-Apokalypse (IV. Esra). Teil 1: Die Überlieferung (Bruno Violet, 1910)
- (Band 1) (18) Die Esra-Apokalypse (IV. Esra) (Albertus Frederik J. Klijn, 1992; ISBN 978-3-11-017310-9)
- (Band 2) (32) Die Apokalypsen des Esra und des Baruch in deutscher Gestalt (Bruno Violet, mit Textvorschlägen von Hugo Gressmann, 1924; ISBN 978-3-11-029750-8)

### Clemens von Alexandria
- Band 1 (12). Protrepticus und Paedagogus (Otto Stählin, 1905; 2. Auflage 1936; 3. Auflage Ursula Treu, 1972; ISBN 978-3-11-029756-0)
- Band 2 (15). Stromata: Buch I bis VI (Otto Stählin, 1906; 2. Auflage 1939)
- Band 2 (52). Stromata: Buch I bis VI, 3. Auflage (Ludwig Früchtel, zum Druck besorgt von Ursula Treu, 1985; ISBN 978-3-11-017308-6)
- Band 3 (17). Stromata: Buch VII und VIII. Excerpta ex Theodoto. Eclogae propheticae. Quis dives salvetur. Fragmente (Otto Stählin, 1909; 2. Auflage Ludwig Früchtel, zum Druck besorgt von Ursula Treu, 1970; ISBN 978-3-11-029757-7)
- Band 4 (39). Register (Otto Stählin, 1936, repr. 2015; ISBN 978-3-11-044095-9)
  - Teil 1: Zitatenregister, Testimonienregister, Initienregister für die Fragmente, Eigennamenregister, 2. Auflage (Ursula Treu, 1980)

### Epiphanios von Salamis
- Band 1 (25). Ancoratus und Panarion Haer. 1–33 (Karl Holl, 1915)
- Band 2 (31). Panarion Haer. 34–64 (Karl Holl, 1922; 2. Auflage Jürgen Dummer, 1980; ISBN 978-3-11-017320-8)
- Band 3 (37). Panarion Haer. 65–80. De Fide (Hans Lietzmann, 1933; 2. Auflage Jürgen Dummer, 1985, ISBN 978-3-11-017321-5)

### Eusebius von Caesarea
- Band 1 (7). Über das Leben Constantins. Constantins Rede an die Heilige Versammlung. Tricennatsrede an Constantin (Ivar A. Heikel, 1902; ISBN 978-3-11-029743-0)
  - Teil 1: Über das Leben des Kaisers Konstantin (Friedhelm Winkelmann, 1975, 1991²; ISBN 978-3-11-017311-6)
- Band 2 (9). Die Kirchengeschichte. Die Lateinische Übersetzung des Rufinus
  - Teil 1: Die Bücher I bis V (Eduard Schwartz, Theodor Mommsen, 1903)
  - Teil 2: Die Bücher VI bis X. Über die Märtyrer in Palästina (Eduard Schwartz, Theodor Mommsen, 1908)
  - Teil 3: Einleitungen, Übersichten und Register (Eduard Schwartz, Theodor Mommsen, 1909)
- Band 3 (11).
  - Teil 1: Das Onomastikon der biblischen Ortsnamen (Erich Klostermann, 1904; ISBN 978-3-11-027783-8)
  - Teil 2: Die Theophanie: Die griechischen Bruchstücke und Übersetzung der syrischen Überlieferung (Hugo Gressmann, 1904; 2. Auflage Adolf Laminski, 1992; ISBN 978-3-11-017312-3)
- Band 4 (14). Gegen Marcell. Über die kirchliche Theologie. Die Fragmente Marcells (Erich Klostermann, 1906; 2. Auflage Günther Christian Hansen, 1972; 3. Auflage 1991)
- Band 5 (20). Die Chronik des Eusebius: Aus dem Armenischen übersetzt (Josef Karst, 1911; ISBN 978-3-11-027784-5)
- Band 6 (23). Die Demonstratio Evangelica (Ivar A. Heikel, 1913; ISBN 978-3-11-027785-2)
- Band 7 (24). Die Chronik des Hieronymus. Teil 1: Text (Rudolf Helm, 1913)
- Band 7 (47). Die Chronik des Hieronymus, 2. Auflage (Rudolf Helm, 1956; ISBN 978-3-11-029762-1)
- Band 8 (43). Die Praeparatio evangelica
  - Teil 1: Einleitung. Die Bücher I bis X (Karl Mras, 1954; 2. Auflage Édouard des Places, 1982; ISBN 978-3-11-028007-4)
  - Teil 2: Die Bücher XI bis XV. Register (Karl Mras, 1956; 2. Auflage Édouard des Places, 1983; ISBN 978-3-11-028008-1)
- Band 9 (60). Der Jesajakommentar (Joseph Ziegler, 1975; ISBN 978-3-11-027786-9)

### Gelasios von Kyzikos
- (28) Gelasius Kirchengeschichte (Gerhard Loeschke, Margret Heinemann, 1918)

### Henoch
- (5) Das Buch Henoch (Johannes Flemming and Ludwig Radermacher, 1901; ISBN 978-3-11-029745-4)

### Hippolyt von Rom
- Band 1 (1). Exegetische und homiletische Schriften (1897; ISBN 978-3-11-232577-3)
  - 1. Hälfte: Die Kommentare zu Daniel und zum Hohenliede (Georg Nathanael Bonwetsch)
  - 2. Hälfte: Kleinere exegetische und homiletische Schriften (Hans Achelis)
- Band 3 (26). Refutatio omnium haeresium (Paul Wendland, 1916; ISBN 978-3-11-029749-2)
- Band 4 (36). Die Chronik (Adolf Bauer, Rudolf Helm, 1929; 2. Auflage Rudolf Helm, 1955)

### Koptisch-Gnostische Schriften
- Band 1 (13). Die Pistis Sophia. Die beiden Bücher des Jeû. Unbekanntes altgnostisches Werk (Carl Schmidt, 1905)
- Band 1 (45). Die Pistis Sophia. Die beiden Bücher des Jeû. Unbekanntes altgnostisches Werk, 3. Auflage (Walter Till, 1959; 4. Auflage Hans-Martin Schenke, 1981; ISBN 978-3-11-029763-8)

### Oracula Sibyllina
- (8) Die Oracula Sibyllina (Johannes Geffcken, 1902; ISBN 978-3-11-029746-1)

### Origenes
- Band 1 (2). Die Schrift vom Martyrium. Buch I—IV Gegen Celsus (Paul Koetschau, 1899; ISBN 978-3-11-027093-8)
- Band 2 (3). Buch V—VIII Gegen Celsus. Die Schrift vom Gebet (Paul Koetschau, 1899; ISBN 978-3-11-027098-3)
- Band 3 (6). Jeremiahomilien. Klageliederkommentar. Erklärung der Samuel- und Königsbücher (Erich Klostermann, 1901; 2. Auflage Pierre Nautin, 1983; ISBN 978-3-11-017307-9)
- Band 4 (10). Der Johanneskommentar (Erwin Preuschen, 1903; ISBN 978-3-11-027380-9)
- Band 5 (22). De principiis [Περὶ ἀρχῶν] (Paul Koetschau, 1913; ISBN 978-3-11-027382-3)
- Band 6 (29). Homilien zum Hexateuch in Rufins Übersetzung. I. Teil: Die Homilien zu Genesis, Exodus und Leviticus (W. A. Baehrens, 1920; ISBN 978-3-11-027422-6)
- Band 7 (30). Homilien zum Hexateuch in Rufins Übersetzung. II. Teil: Die Homilien zu Numeri, Josua und Judices (W. A. Baehrens, 1921; ISBN 978-3-11-027423-3)
- Band 8 (33). Homilien zu Samuel I, zu Hohenlied und zu den Propheten. Kommentar zum Hohenlied. In Rufins und Hieronymus’ Übersetzungen (W. A. Baehrens, 1925; ISBN 978-3-11-027451-6)
- Band 9. Die Homilien zu Lukas in der Übersetzung des Hieronymus und die Griechischen Resten der Homilien und des Lukas-Kommentar (Max Rauer, 1930)
- Band 9 (49). Die Homilien zu Lukas in der Übersetzung des Hieronymus und die Griechischen Resten der Homilien und des Lukas-Kommentar, 2. Auflage (Max Rauer, 1959; ISBN 978-3-11-027777-7)
- Band 10 (40). Matthäuserklärung. I: Die Griechisch erhaltenen Tomoi (Erich Klostermann, unter Mitwirkung von Ernst Benz, 1935; ISBN 978-3-11-027454-7)
- Band 11 (38). Matthäuserklärung. II: Die Lateinische Übersetzung der Commentariorum series (Erich Klostermann, unter Mitwirkung von Ernst Benz, 1933; 2. Auflage Ursula Treu, 1976; ISBN 978-3-11-027778-4)
- Band 12 (41). Matthäuserklärung. III: Fragmente und Indices
  - 1. Hälfte (Erich Klostermann, unter Mitwirkung von Ernst Benz, 1941; ISBN 978-3-11-027779-1)
  - 2. Hälfte (Erich Klostermann und Ludwig Früchtel, 1955)

### Philostorgios
- (21) Kirchengeschichte. Mit dem Leben des Lucian von Antiochien und den Fragmenten eines arianischen Historiographen (Joseph Bidez, 1913; 2. Auflage Friedhelm Winkelmann, 1972; 3. Auflage Friedhelm Winkelmann, 1981; ISBN 978-3-11-029759-1)

### Theodoret
- (19) Kirchengeschichte (Léon Parmentier, 1911)
- (44) Kirchengeschichte, 2. Auflage (Léon Parmentier, Felix Scheidweiler, 1954)

## Liste der Bände (Neue Folge)

### Anonyme Kirchengeschichte (Gelasios von Kyzikos)
- (N.F. 9) Anonyme Kirchengeschichte (Gelasius Cyzicenus, CPG 6034) (Günther Christian Hansen, 2002; ISBN 978-3-11-017437-3)

### Basilius von Caesarea
- (N.F. 2) Basilius von Caesarea, Homilien zum Hexaemeron (Emmanuel Amand De Mendieta† und Stig Y. Rudberg, 1997; ISBN 978-3-11-017324-6)

### Epiphanios von Salamis
- Band 1 (N.F. 10). Ancoratus und Panarion Haer. 1–33, 2. Auflage (Christian-Friedrich Collatz und Marc Bergermann, 2013; ISBN 978-3-11-017547-9)
- Band 4 (N.F. 13). Register zu den Bänden I-III (Ancoratus, Panarion haer. 1-80 und De fide) (nach den Materialien von Karl Holl bearbeitet von Christian-Friedrich Collatz und Arnd Rattmann unter Mitarbeit von Marietheres Döhler, Dorothea Hollnagel, Christoph Markschies, 2006; ISBN 978-3-11-017904-0)

### Eusebius von Caesarea
- Band 2 (N.F. 6). Die Kirchengeschichte (Eduard Schwartz, Theodor Mommsen und Friedhelm Winkelmann, 1999; ISBN 978-3-11-017325-3)
  - Teil 1: Die Bücher I bis V.
  - Teil 2: Die Bücher VI bis X. Über die Märtyrer in Palästina.
  - Teil 3: Einleitungen, Übersichten und Register.
- Band 3 (N.F. 24).
  - Teil 1: Das Onomastikon der biblischen Ortsnamen: Kritische Neuausgabe des griechischen Textes mit der lateinischen Fassung des Hieronymus (Stefan Timm, 2017; ISBN 978-3-11-031565-3)
- Band 10: Der Psalmenkommentar.
  - Teil 3 (N.F. 32): Fragmente zu Psalm 101–150 (Franz Xaver Risch, 2022; ISBN 978-3-11-078872-3)

### Gelasius von Caesarea
- (N.F. 25) Ecclesiastical History. The Extant Fragments With an Appendix containing the Fragments from Dogmatic Writings (Martin Wallraff, Jonathan Stutz und Nicholas Marinides, 2018; ISBN 978-3-11-047580-7)

### Hippolyt von Rom
- Band 1.
  - Teil 1 (N.F. 7): Kommentar zu Daniel, 2. Auflage (Marcel Richard, 2000; ISBN 978-3-11-017323-9)

### Sextus Iulius Africanus
- (N.F. 18) Cesti. The Extant Fragments (Martin Wallraff, Carlo Scardino, Laura Mecella, William Adler, Christophe Guignard, 2012; ISBN 978-3-11-028676-2)
- (N.F. 15) Chronographiae. The Extant Fragments (Martin Wallraff, in Zusammenarbeit mit Umberto Roberto und Karl Pinggéra, 2011; ISBN 978-3-11-019493-7)

### Ps.Justin Martyr
- (N.F. 29) Philosophische Erotapokriseis und theologische Kapitel. Quaestiones gentilium ad Christianos. Quaestiones contra gentiles de relatis. Capita contra theopaschitas (Benjamin Gleede, 2020; ISBN 978-3-11-071593-4)

### Koptisch-Gnostische Schriften
- (N.F. 8) Band 2: Nag Hammadi Deutsch 1 (NHC I,1-V,1) (Hans-Martin Schenke, Hans-Gebhard Bethge und Ursula Ulrike Kaiser, 2001; ISBN 978-3-11-017234-8)
- (N.F. 12) Band 3: Nag Hammadi Deutsch 2 (NHC V,2-XIII,1; BG 1 und 4) (Hans-Martin Schenke, Hans-Gebhard Bethge und Ursula Ulrike Kaiser, 2003; ISBN 978-3-11-017656-8)

### Kyrill von Alexandria
- Band 1. Gegen Julian.
  - Teil 1 (N.F. 20): Buch 1-5 (Christoph Riedweg, 2016; ISBN 978-3-11-035914-5)
  - Teil 2 (N.F. 21): Buch 6-10 und Fragmente (Wolfram Kinzig, Thomas Brüggemann, 2017; ISBN 978-3-11-035915-2)

### Neutestamentliche Apokryphen
- Band 1 (N.F.11): Das Petrusevangelium und die Petrusapokalypse. Die griechischen Fragmente mit deutscher und englischer Übersetzung (Thomas J. Kraus, Tobias Nicklas, 2004; ISBN 978-3-11-017635-3)
- Band 2 (N.F. 14): Transitus Mariae. Beiträge zur koptischen Überlieferung. Mit einer Edition von P.Vindob. K. 7589, Cambridge Add 1876 8 und Paris BN Copte 129 17 ff. 28 und 29 (Hans Förster, 2006; ISBN 978-3-11-018227-9)

### Origenes
- Band 6 (N.F. 17). Homilien zum Hexateuch in Rufins Übersetzung. Teil 1: Die Homilien zu Genesis (Peter Habermehl, 2012; ISBN 978-3-11-022349-1)
- Band 13 (N.F. 19). Die neuen Psalmenhomilien: Eine kritische Edition des Codex Monacensis Graecus 314 (Lorenzo Perrone, 2015; ISBN 978-3-11-035091-3)

### Prokopios von Gaza
- Band 1
  - Teil 1 (N.F. 22). Commentarius in Genesim. Aus den Eclogarum in libros historicos Veteris Testamenti epitome (Karin Metzler, 2015; ISBN 978-3-11-040872-0)
  - Teil 2 (N.F. 23). Der Genesiskommentar. Aus den „Eclogarum in libros historicos Veteris Testamenti epitome“ übersetzt und mit Anmerkungen versehen (Karin Metzler, 2016; ISBN 978-3-11-044276-2)
- Band 2
  - Teil 1 (N.F. 27): Eclogarum in libros historicos Veteris Testamenti epitome. Teil 2: Der Exoduskommentar (Karin Metzler, 2020; ISBN 978-3-11-069485-7)
  - Teil 2 (N.F. 28): Der Exoduskommentar aus der „Eclogarum in libros historicos Veteris Testamenti epitome“. Übersetzt und mit Anmerkungen versehen (Karin Metzler, 2020; ISBN 978-3-11-069486-4)

### Pseudoklementinen
- (N.F. 16) Die Pseudoklementinen IV. Die Klemens-Biographie. Epitome prior. Martyrium Clementis. Miraculum Clementis (Franz Xaver Risch, 2008; ISBN 978-3-11-020944-0)

### Sokrates Scholastikos
- (N.F. 1) Kirchengeschichte (Günther Christian Hansen, mit Beiträgen von Manja Širinjan, 1995; ISBN 978-3-11-017318-5)

### Sozomenos
- (N.F. 4) Kirchengeschichte (Günther Christian Hansen, 1995; ISBN 978-3-11-029753-9)

### Theodoret
- (N.F. 5) Kirchengeschichte, 3. Auflage (Léon Parmentier, Günther Christian Hansen, 1998; ISBN 978-3-11-017322-2)
- (N.F. 26) Unterscheidung von Lüge und Wahrheit. Abriss über die üblen Märchen der Häretiker. Zusammenfassung der göttlichen Lehrsätze Anhang: Pseudo-Theodoret, Gegen Nestorius an Sporakios (Benjamin Gleede, 2020; ISBN 978-3-11-067136-0)

### Theodorus Lector
- (N.F. 3) Theodorus Anagnostes, Kirchengeschichte (Günther Christian Hansen, 1995; ISBN 978-3-11-017319-2)